# Rameau pancréatique de l'artère splénique
Les rameaux pancréatiques de l'artère splénique forment un ensembles d'artères qui naissent le long du trajet de l'artère splénique le long du bord supérieur du pancréas. Ils contribuent à la vascularisation du corps et de la queue du pancréas.

## Rameaux principaux

### Artère pancréatique dorsale
L'artère pancréatique dorsale nait du premier tiers de l'artère splénique dans 40% des cas. Mais elle peut provenir directement du tronc cœliaque ou d'autres artères.

### Grande artère pancréatique
La grande artère pancréatique nait du segment moyen de l'artère splénique.

### Artère de la queue du pancréas
L'artère de la queue du pancréas naît à proximité du hile de la rate.
Elle vascularise la queue du pancréas et s’anastomose avec l'artère pancréatique inférieure.

## Structure générale
Chaque rameau pancréatique donne de multiples branches collatérales qui vascularisent le parenchyme pancréatique. Ils forment de nombreuses anastomoses entre eux et avec les artères pancréatico-duodénales.